# Bodianus
Bodianus – rodzaj ryb okoniokształtnych z rodziny wargaczowatych (Labridae).

## Klasyfikacja
Gatunki zaliczane do tego rodzaju:
| - Bodianus albotaeniatus - Bodianus anthioides - Bodianus axillaris – szkarłatek czteroplamy - Bodianus bathycapros - Bodianus bilunulatus - Bodianus bimaculatus - Bodianus busellatus - Bodianus cylindriatus - Bodianus diana - Bodianus dictynna - Bodianus diplotaenia - Bodianus eclancheri - Bodianus flavifrons - Bodianus flavipinnis - Bodianus frenchii | - Bodianus insularis - Bodianus izuensis - Bodianus leucosticticus - Bodianus loxozonus - Bodianus macrognathos - Bodianus macrourus - Bodianus masudai - Bodianus mesothorax - Bodianus neilli - Bodianus neopercularis - Bodianus opercularis - Bodianus oxycephalus - Bodianus paraleucosticticus | - Bodianus perditio - Bodianus prognathus - Bodianus pulchellus – bodian piękny, bodian nadobny - Bodianus rubrisos - Bodianus rufus – bodian hiszpański - Bodianus sanguineus - Bodianus scrofa - Bodianus sepiacaudus - Bodianus solatus - Bodianus speciosus - Bodianus tanyokidus - Bodianus thoracotaeniatus - Bodianus trilineatus – szkarłatek paskowany, szkarłatek paskowy - Bodianus unimaculatus - Bodianus vulpinus |

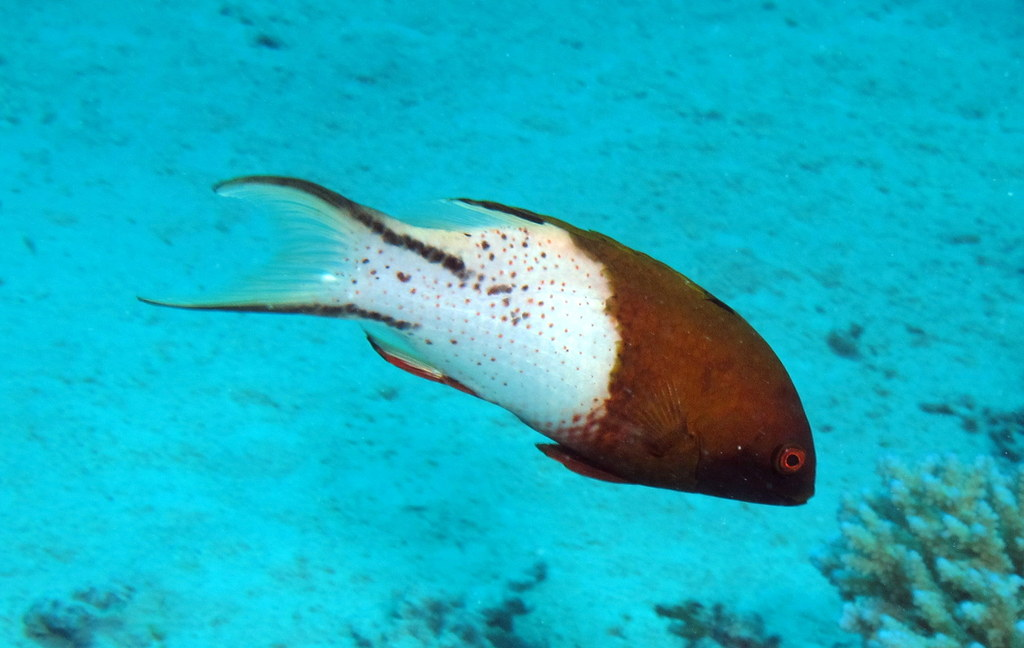
Bodianus anthioides
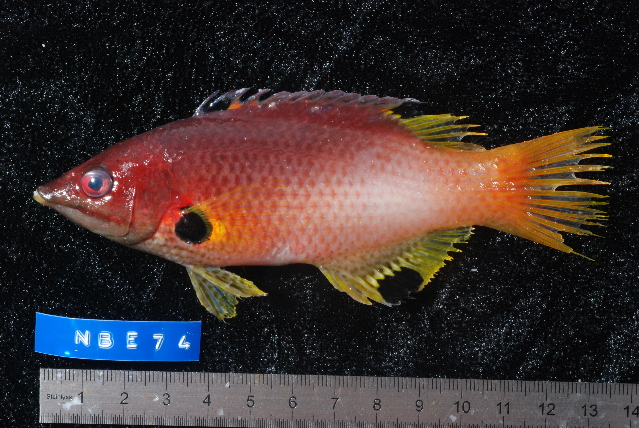
Bodianus axillaris
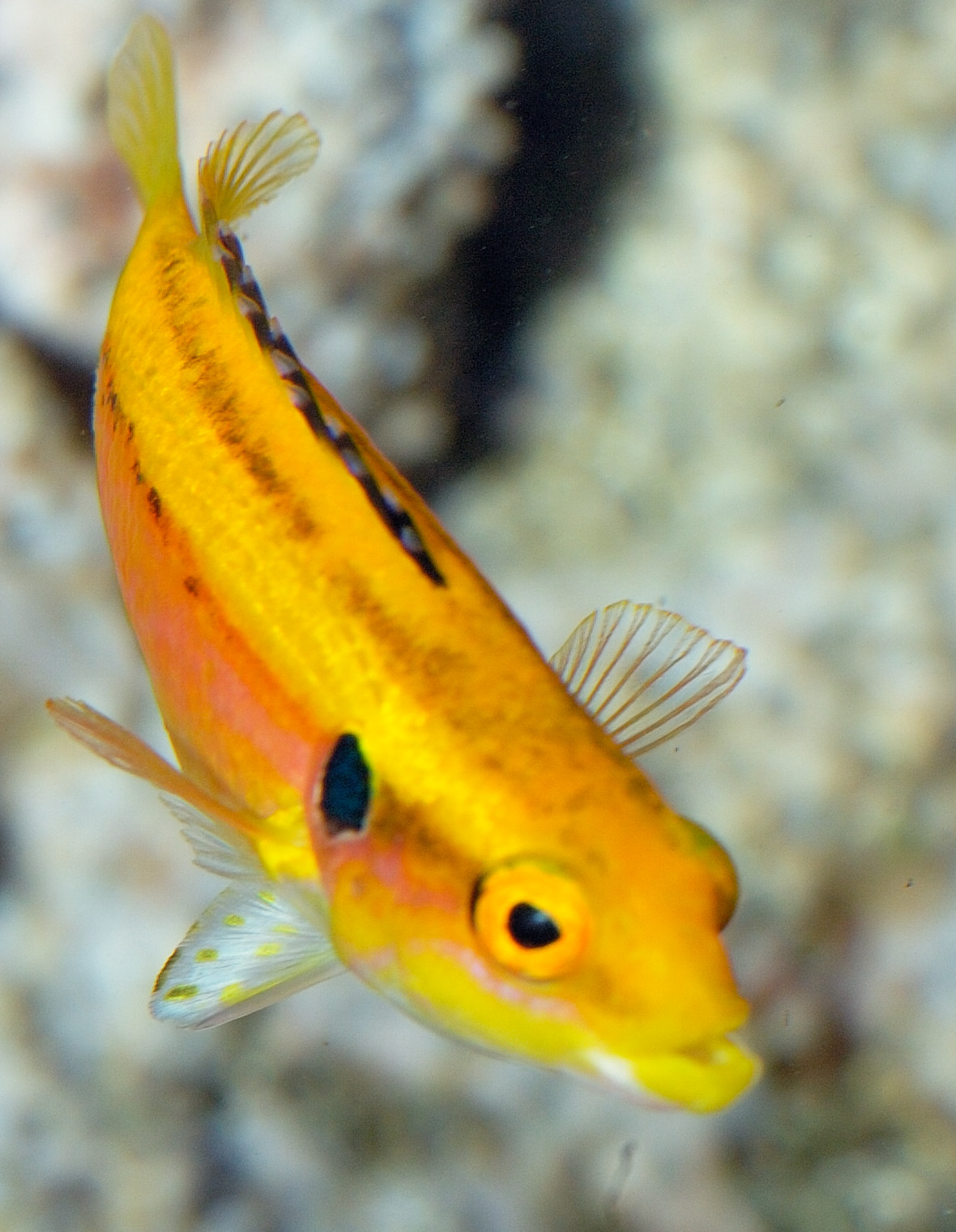
Bodianus bimaculatus
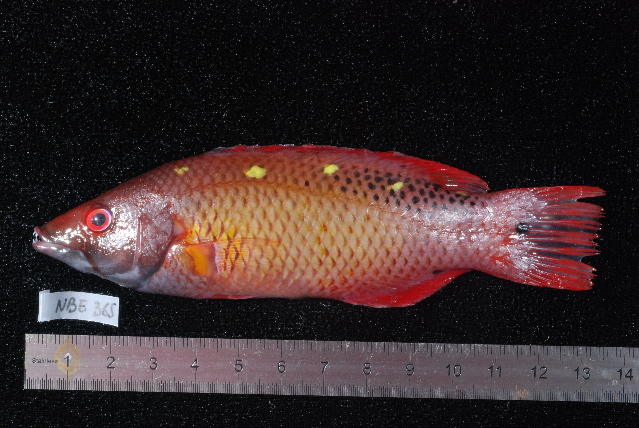
Bodianus diana
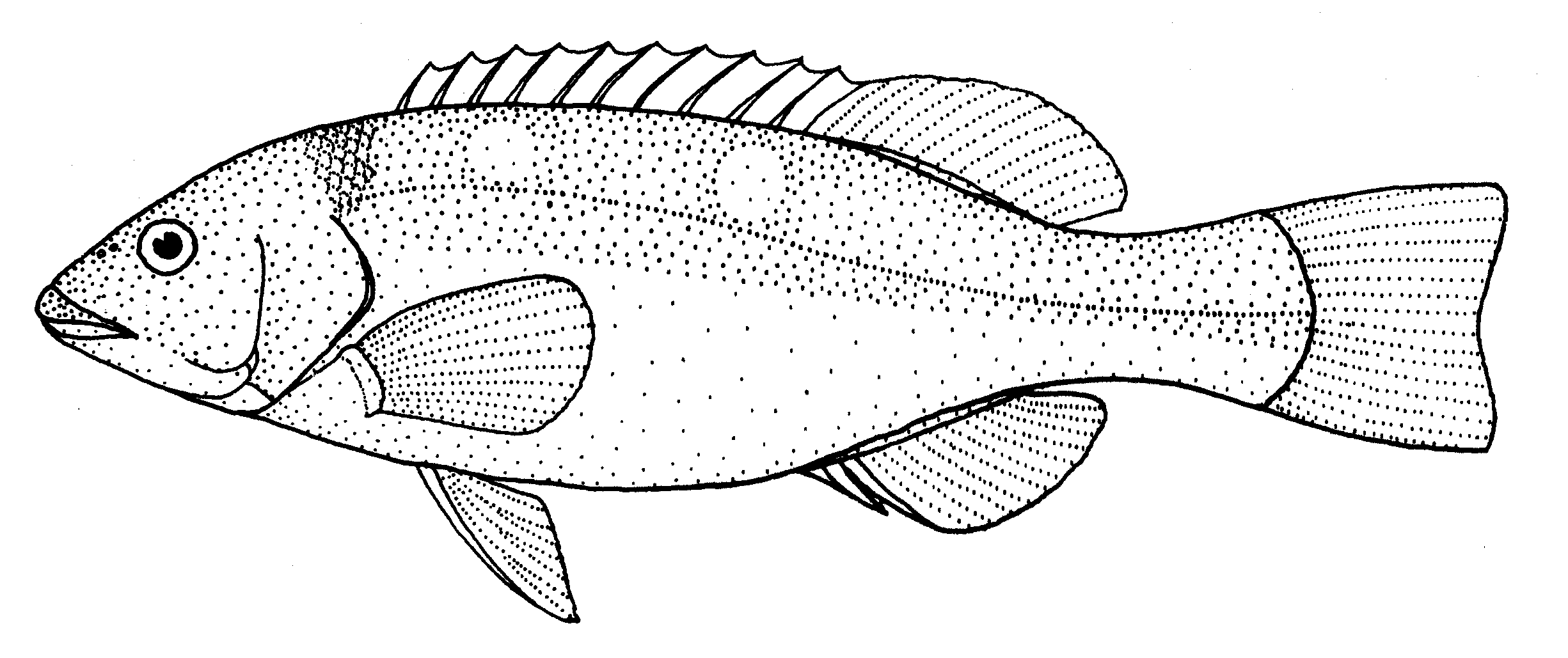
Bodianus frenchii
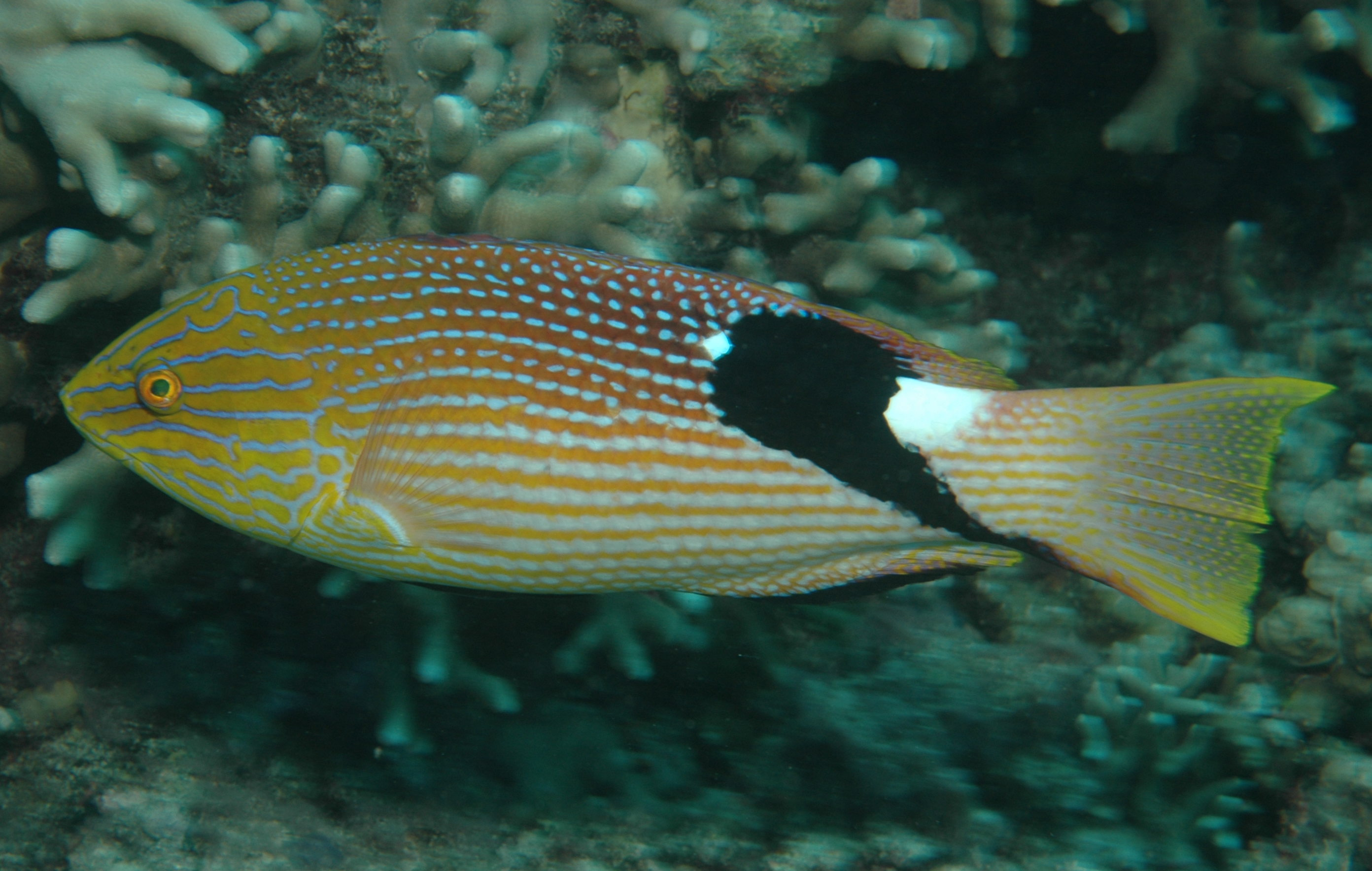
Bodianus loxozonus
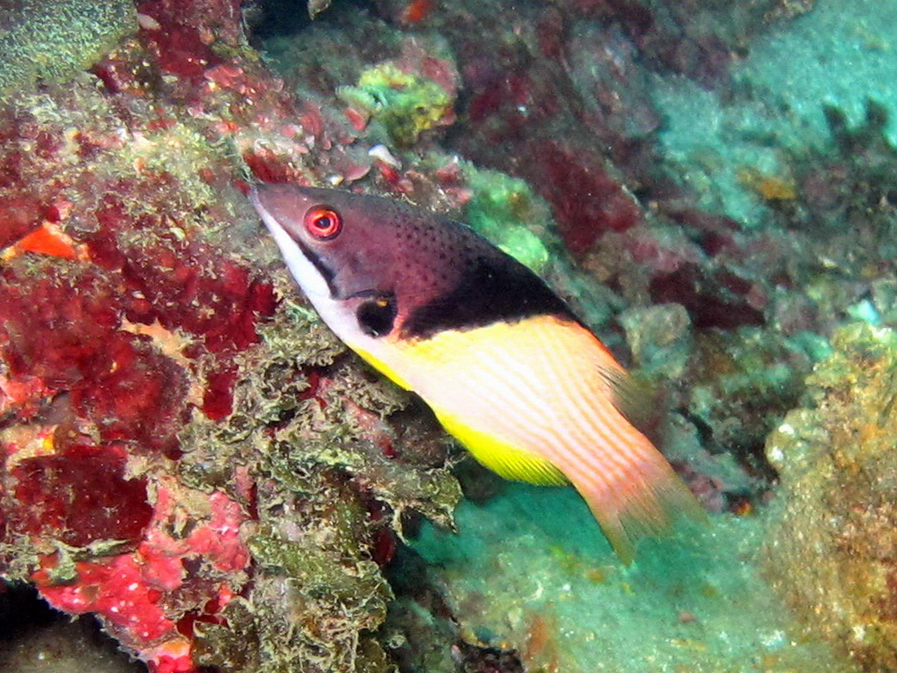
Bodianus mesothorax
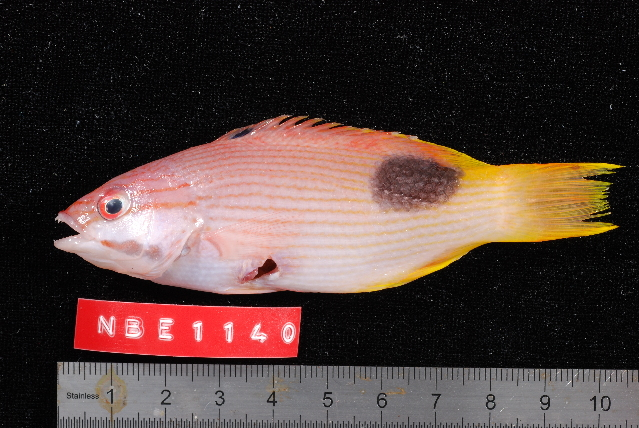
Bodianus perditio
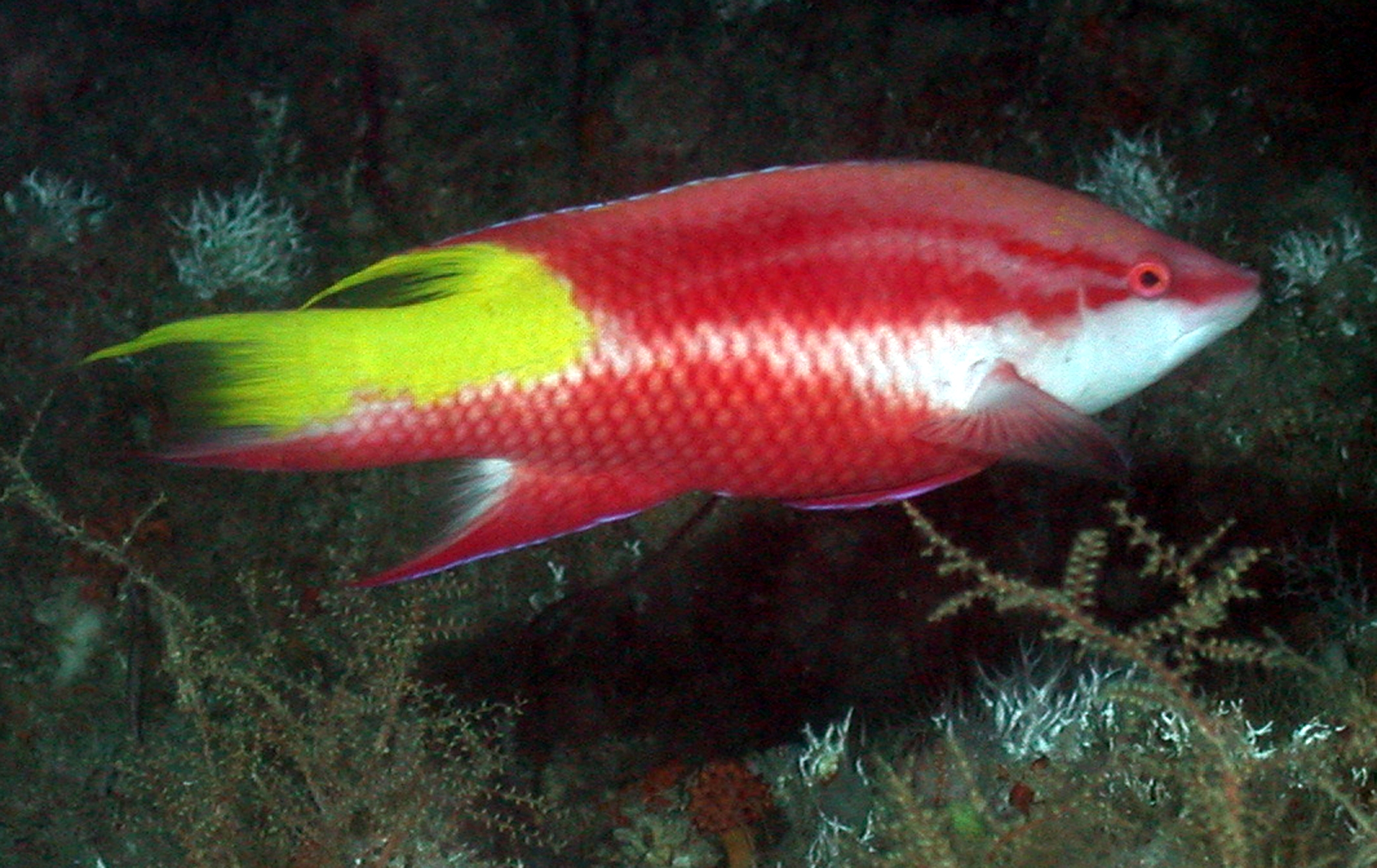
Bodianus pulchellus
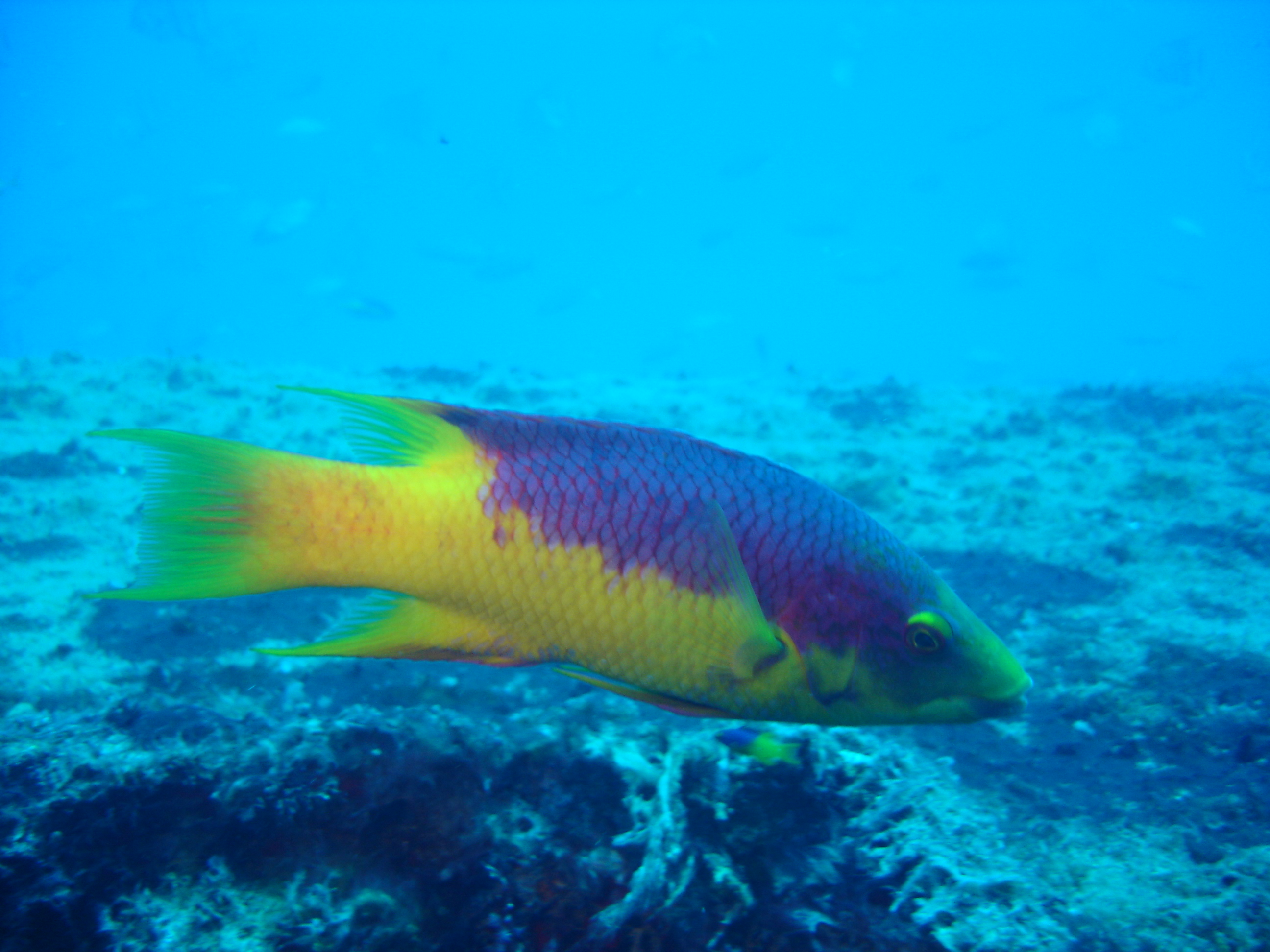
Bodianus rufus
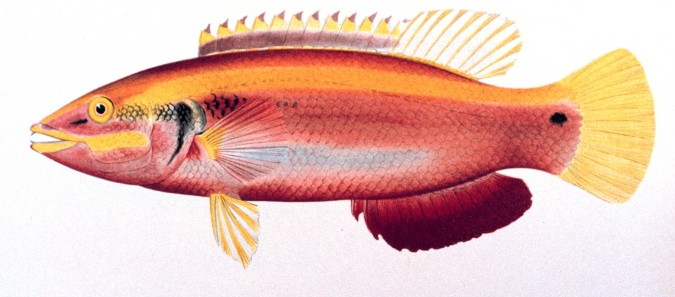
Bodianus sanguineus
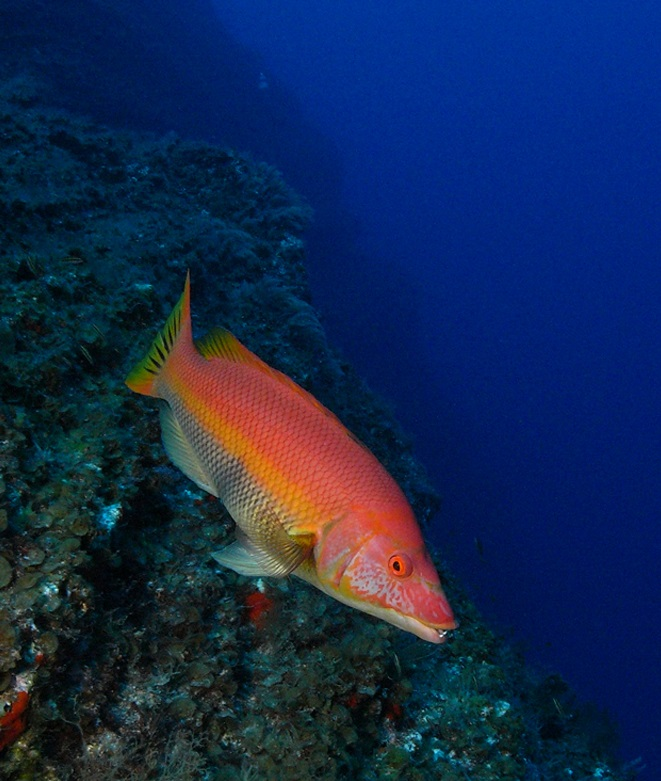
Bodianus scrofa
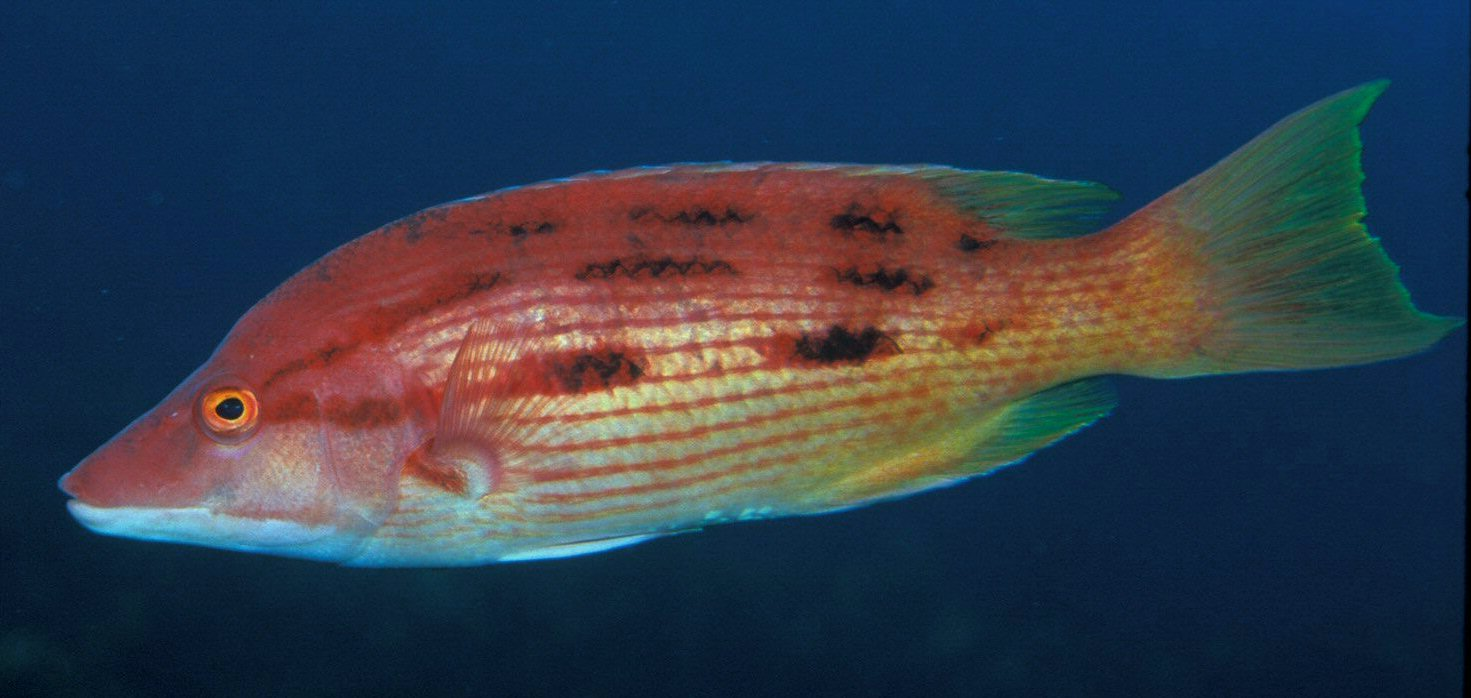
Bodianus unimaculatus